# Niel (Duitsland)
Niel is een dorpje in de Duitse gemeente Kranenburg. Op 1 januari 2018 telde Niel 222 inwoners op een oppervlakte van 872 hectare. Op 1 januari 2016 telde het dorp 223 inwoners. Niel ligt in de streek de Duffelt en dicht op de grens met Nederland.

## Verenigingen
- Schutterij: St. Antonius-Schützengilde Niel[2]
- Theatergroep: Nieler Schule e.V. - Zentrum für Entfaltung[3]
- Voetbalvereniging: Sportverein "DJK" Mehr-Niel[4]

## Afbeeldingen

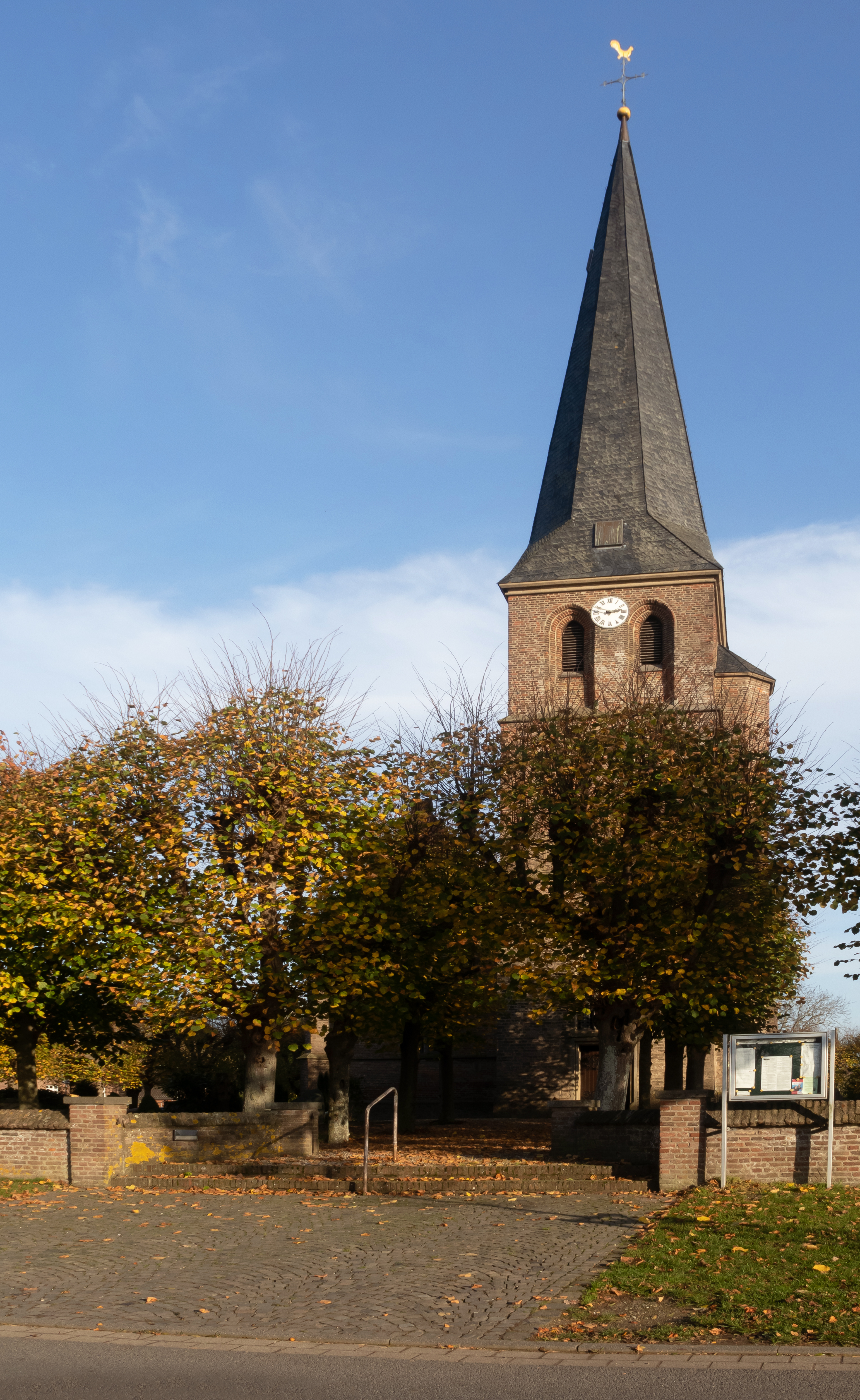
De Sint Bonfaciuskerk
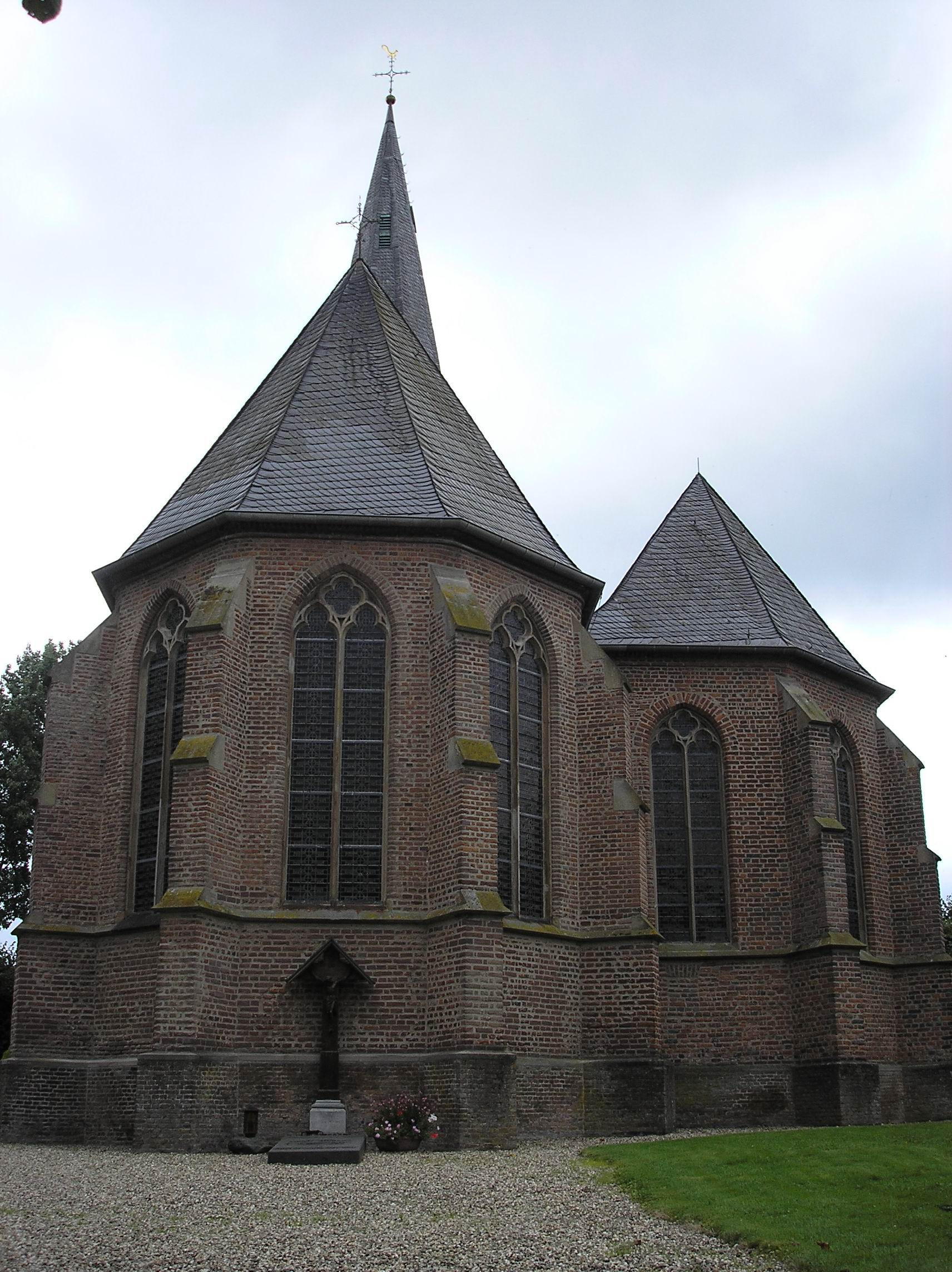
De Sint Bonifatiuskerk

Frasselt · Grafwegen · Kranenburg · Mehr · Niel · Nütterden · Schottheide · Wyler · Zyfflich